# اوی (ایرتیش)
اوی (به لاتین: Uy) یک رود در روسیه است که در استان نووسیبیرسک واقع شده‌است.